# Dino Torreggiani
Dino Torreggiani (Masone, Reggio Emilia, 7 de septiembre de 1905-Palencia, 27 de septiembre de 1983) fue un sacerdote católico italiano. Fundador de los Servi della Chiesa —Siervos de la Iglesia— (1945).

## Biografía
Nacido en Masone, una aldea de Reggio Emilia. Su padre, Giacomo, que era carretero, y su madre, Caterina, eran profundamente cristianos y ambos se volvieron a casar viudos. Tuvieron diez hijos, más una niña expósita, llamada Rosa, a quien recibieron como a una verdadera hija.
Dos episodios accidentales estuvieron en la base de la vocación de Dino: el primero, ocurrido el 11 de junio de 1914, fue un asunto sangriento: algunos parientes de su madre, agricultores de la parroquia de San Bartolomeo, mataron al párroco durante una discusión. La madre le puso la mano en la cabeza y le dijo: ¡Tú ocuparás su lugar, serás sacerdote! Aquella frase marcó un punto de inflexión en su vida. El segundo episodio ocurrió cuando Torreggiani era sacerdote desde hacía tres años: la llamada de Dino a ayudar espiritualmente a un gitano moribundo fue el comienzo de su lucha en favor de los vagabundos, los artistas de circo y los feriantes.
Ordenado sacerdote de la diócesis de Reggio Emilia el 24 de marzo de 1928, tras un breve período como vicerrector del Seminario, desarrolló activamente su apostolado entre los jóvenes de la Acción Católica en los años 1930 y 1940.

## El oratorio de San Rocco

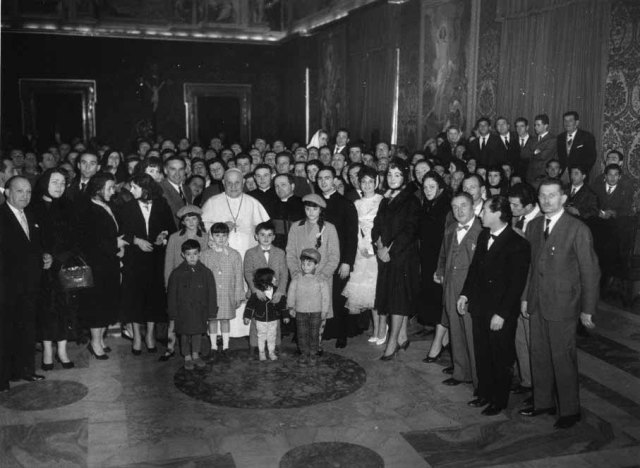
El circo Orlando Orfei es recibido por el Papa Juan XXIII; Don Dino está a su izquierda.

En Reggio Emilia, ciudad donde la presencia católica es minoritaria, el oratorio de san Rocco fue sostenido y animado por Dino Torreggiani, pasando de 509 miembros en 1930 a 1202 en 1934 y atendiendo a estudiantes, soldados y trabajadores; Allí se abrió un cine. Entre sus alumnos-colaboradores en el oratorio de San Rocco de Reggio Emilia se encontraban: un jovencísimo Giuseppe Dossetti, que pasaba gran parte de su tiempo libre en el oratorio donde trabajaba Don Dino. Otro joven que creció en la escuela de Torreggiani era Mario Simonazzi, el comandante partisano Azor.
A los ideales de fuerza, desafío y conquista proclamados por el régimen fascista, Don Dino, gracias a la colaboración de sacerdotes, seminaristas y laicos, propuso modelos de caridad y de servicio.

### Los gitanos
También en los años 30 Don Dino Torreggiani comenzó a preocuparse y cuidar de los gitanos, impulsando la administración de una iniciativa que daba residencia estable a los sinti, que trabajaban como acróbatas y feriantes, alojándolos en los Siervos de la Iglesia, un instituto secular fundado por él, y reconocido como Instituto de Derecho Diocesano por el obispo Beniamino Socche. Un compromiso que, —continuado posteriormente por Alberto Altana y Daniele Simonazzi—, explica las razones del vínculo que une a Reggio Emilia y los feriantes. Así comenzó la pastoral de los feriantes y artistas circenses en la OASNI, Opera Assistenza Spirituale Nomadi en Italia, de la que nació la Fundación Migrantes, vinculada a la Conferencia Episcopal Italiana.
En 1954 Don Dino Torreggiani adquirió Villa María en San Pelaio, aldea de Treviso, y la utilizó como centro de asistencia a familias de circos y espectáculos itinerantes. Tras un periodo de desuso, pasó a albergar una residencia de ancianos.

### Relaciones con los Neocatecumenales
A principios de los años 1960 Don Dino invitó a Kiko Argüello, fundador del Camino Neocatecumenal, primero a Roma y luego a Reggio Emilia.
Don Dino pasó una larga etapa de su vida en España, donde finalmente falleció en 1983.

## Honores y reconocimientos
- Medalla de plata al mérito en la redención social: por haberse distinguido especialmente en la realización de trabajos de enmienda, reeducación y rehabilitación de presos y menores descarriados y por la asistencia a los excarcelados. (Ministerio de Justicia, (6 de octubre de 1961).[9]

- Certificado de mérito por la actividad realizada entre los artistas itinerantes, otorgado por Italo Gelmini, presidente de la Asociación Italiana de Espectáculos (1979).
- En la aldea de Sabbione, municipio de Reggio Emilia, se le dedicó una calle (antes vía Umberto Cantù).

## Proceso de canonización
El 5 de noviembre de 2004 el obispo de Reggio Emilia-Guastalla Adriano Caprioli abrió el proceso de beatificación.
En el 40° aniversario del fallecimiento de Don Dino, el 27 de septiembre de 2023, monseñor Giacomo Morandi, obispo de Reggio Emilia, presidió una solemne celebración eucarística en la catedral de Reggio Emilia, durante la cual se cerró la investigación diocesana sobre la vida, las virtudes y la reputación de santidad del Siervo de Dios Dino Torreggiani. Toda la documentación fue enviada a Roma para su verificación por parte de la Congregación para las Causas de los Santos.